# Luther (canción)
«Luther» es una canción del rapero estadounidense Kendrick Lamar y la cantautora estadounidense SZA. La canción, que lleva el título del cantante estadounidense de R&B y soul Luther Vandross, contiene una muestra de la versión de 1982 de Vandross y Cheryl Lynn de «If This World Were Mine», originalmente interpretada por Marvin Gaye y Tammi Terrell. «Luther» fue lanzado como el tercer sencillo del sexto álbum de estudio de Lamar, GNX, el 29 de noviembre de 2024, a través de PGLang e Interscope Records.
La canción fue escrita por Lamar y SZA, junto con Ink y Sam Dew, mientras que la producción estuvo a cargo de Sounwave, Jack Antonoff, Ruchaun «Scott Bridgeway» Akers, Kamasi Washington, Matthew «M-Tech» Bernard y Roshwita «Rose Lilah» Bacha.

## Composición
«Luther» es una «balada romántica» acentuada por varias secciones de cuerdas contra ritmos 808 y hi-hats, qué Screen Rant definió como una mezcla de R&B contemporáneo y hip-hop. Incluye una muestra de «If This World Were Mine», escrita por Marvin Gaye e interpretada por Luther Vandross y Cheryl Lynn, y se basa en el título de la canción desde el principio. Lamar, en una entrega “monótona”, inicia la “historia de amor” confesando su amor por la protagonista, presumiblemente una trabajadora sexual o una «mujer promiscua» incomprendida. SZA interviene durante los coros para reflexionar desde el punto de vista de la mujer que Lamar había presentado al oyente de antemano. El coro consiste en armonizaciones entre Lamar y SZA, mientras que las voces de este último están más resaltadas y superpuestas a las de Lamar.

## Recepción crítica
Al escribir para NME, Kyann-Sian Williams pensó que la canción era otra demostración de la «química que encabeza las listas» del dúo y elogió su versión «elegante» de una «balada de amor tradicional». Lindsay Zoladz, del New York Times, calificó a «Luther» como un «momento particularmente tierno» y una «pausa de tres minutos» en un álbum que por lo demás era jactancioso.Tomás Mier de Rolling Stone destacó que Lamar estaba «mejorando sus dotes como cantante» antes de unirse a SZA. 

## Rendimiento comercial
En Nueva Zelanda, «Luther» debutó en el número uno en las listas musicales oficiales de Aotearoa, marcando el cuarto sencillo número uno de Lamar en el país y su segundo en 2024. Lamar hizo historia en la edición del 21 de diciembre de 2024 de Billboard al reemplazarse en el número uno en la lista Hot R&B/Hip-Hop Songs con «Luther», convirtiéndose en el primer artista en lograr tres números uno consecutivos sin interrupción en la historia de la revista.

## Gráficos

### Gráficos semanales
| Gráfico (2024-2025)                                  | Posición más alta |
| ---------------------------------------------------- | ----------------- |
| Australia (ARIA)                                     | 2                 |
| Australia Hip Hop/R&B (ARIA)                         | 1                 |
| Austria (Ö3 Austria Top 40)                          | 22                |
| Bielorrusia Airplay (TopHit)                         | 48                |
| Bélgica (Flandes) (Ultratop 50)                      | 48                |
| Bélgica (Valonia) (Ultratop 50)                      | 42                |
| Canadá (Canadian Hot 100)                            | 2                 |
| Comunidad de Estados Independientes Airplay (TopHit) | 29                |
| República Checa (Singles Digitál Top 100)            | 62                |
| Dinamarca (Tracklisten)                              | 35                |
| Francia (SNEP)                                       | 45                |
| Alemania (GfK)                                       | 42                |
| Global 200 (Billboard)                               | 4                 |
| Hong Kong (Billboard)                                | 21                |
| Islandia (Tónlistinn)                                | 30                |
| India Internacional (IMI)                            | 4                 |
| Irlanda (IRMA)                                       | 7                 |
| Italia (FIMI)                                        | 67                |
| Japón Hot Overseas (Billboard Japan)                 | 4                 |
| Kazajistán Airplay (TopHit)                          | 20                |
| Letonia (LaIPA)                                      | 7                 |
| Líbano Airplay (Top 20 Libanes)                      | 6                 |
| Lituania (AGATA)                                     | 9                 |
| Lituania Airplay (TopHit)                            | 60                |
| Luxemburgo (Billboard)                               | 21                |
| Malasia (Billboard)                                  | 7                 |
| Malasia International (RIM)                          | 6                 |
| Países Bajos (Top 100 de Sencillos)                  | 20                |
| Nueva Zelanda (Recorded Music NZ)                    | 1                 |
| Nigeria (TurnTable Top 100)                          | 81                |
| Noruega (VG-lista)                                   | 27                |
| Filipinas (Hot 100 de Filipinas)                     | 1                 |
| Polonia (Polish Streaming Top 100)                   | 47                |
| Rusia Airplay (TopHit)                               | 29                |
| San Marino (SMRRTV Top 50)                           | 35                |
| Singapur (RIAS)                                      | 4                 |
| Eslovaquia (Singles Digitál Top 100)                 | 46                |
| Sudáfrica (TOSAC)                                    | 2                 |
| Corea del Sur (Circle)                               | 76                |
| Suecia (Sverigetopplistan)                           | 36                |
| Suiza (Schweizer Hitparade)                          | 21                |
| Taiwán (Billboard)                                   | 10                |
| UK Singles (OCC)                                     | 5                 |
| UK Hip Hop/R&B (OCC)                                 | 1                 |
| Estados Unidos Billboard Hot 100                     | 1                 |
| Estados Unidos Hot R&B/Hip-Hop Songs (Billboard)     | 1                 |
| Estados Unidos Pop Airplay (Billboard)               | 1                 |
| Estados Unidos R&B/Hip-Hop Airplay (Billboard)       | 1                 |
| Estados Unidos Rhythmic (Billboard)                  | 1                 |
| Vietnam (IFPI)                                       | 19                |

### Gráficos mensuales
| Gráfico (2024-2025)                                  | Posición |
| ---------------------------------------------------- | -------- |
| Comunidad de Estados Independientes Airplay (TopHit) | 39       |
| Kazajistán Airplay (TopHit)                          | 28       |
| Lituania Airplay (TopHit)                            | 70       |
| Rusia Airplay (TopHit)                               | 32       |
| Corea del Sur (Circle)                               | 80       |

## Certificaciones
| País        | Organismo certificador | Certificación | Ventas certificadas | Ref.   |
| ----------- | ---------------------- | ------------- | ------------------- | ------ |
| Portugal    | AFP                    | Oro           | 5.000               | [ 63 ] |
| Reino Unido | BPI                    | Plata         | 200.00              | [ 64 ] |
| Streaming   |                        |               |                     |        |
| Grecia      | IFPI Grecia            | Oro           | 1.000.000           | [ 65 ] |

## Historial de versiones
| Pais           | Fecha                   | Formato(s)                  | Discografica(s)   | Ref.   |
| -------------- | ----------------------- | --------------------------- | ----------------- | ------ |
| Italia         | 29 de noviembre de 2024 | Radio airplay               | Universal         | [ 66 ] |
| Estados Unidos | 10 de diciembre de 2024 | Contemporary hit radio      | PGLang Interscope | [ 67 ] |
| Estados Unidos | 10 de diciembre de 2024 | Rhythmic contemporary radio | PGLang Interscope | [ 67 ] |